# Козлов, Николай Иванович (партийный деятель)
Николай Иванович Козлов (12 марта 1912, Сызрань, Сызранский уезд, Симбирская губерния, Российская империя — 29 февраля 1980, Душанбе, Таджикская ССР, СССР) — советский хозяйственный, государственный и партийный деятель.

## Биография
Родился 12 марта 1912 года в Сызрани. Член КПСС с 1938 года.
С 1929 года — на хозяйственной, общественной и политической работе. В 1929—1979 гг. — пионервожатый, заместитель начальника политотдела овцесовхоза, инструктор ЦК КП Таджикистана, первый секретарь Кокташского, Железнодорожного райкомов КПТ, первый секретарь Гармского обкома, первый секретарь Кулябского обкома КП Таджикистана, заведующий отделом школ, транспортным отделом, отедлом адм., торг-фин. и плановых органов, председатель парткома ЦК КП Таджикистана, второй секретарь Ленинабадского обкома КПТ, заместитель председателя комиссии Госконтроля Совмина Таджикской ССР, в аппарате ЦК КП Таджикистана.
Избирался депутатом Верховного Совета Таджикской ССР.
Умер в Душанбе в 1980 году.